# 吴旻
吴旻（1925年12月—2017年10月16日），男，江苏常州人，中国肿瘤遗传学家，北京协和医科大学、中国医学科学院教授、分子肿瘤学国家重点实验室主任。

## 生平
1950年毕业于同济大学医学院。1961年获苏联医学科学院医学科学博士学位。
1980年当选为中国科学院院士（学部委员）。